# 持久自由行動—菲律賓
持久自由行動—菲律賓是持久自由军事行动和全球反恐战争的一部分。  菲律賓當局通過開展持久自由军事行动打擊該國境內的圣战恐怖组织。截至2009年，约有600名美国军事人员在棉兰老岛向菲律宾武装部队提供咨询並协助菲律宾武装部队打擊伊斯蘭恐怖主義武裝分子。 截至2014年，中央情报局已派遣中央情報局特別活動中心的准军事人员追捕并杀死、抓捕菲律賓的恐怖分子（基地组织、阿布沙耶夫）头目。 